# Analemma

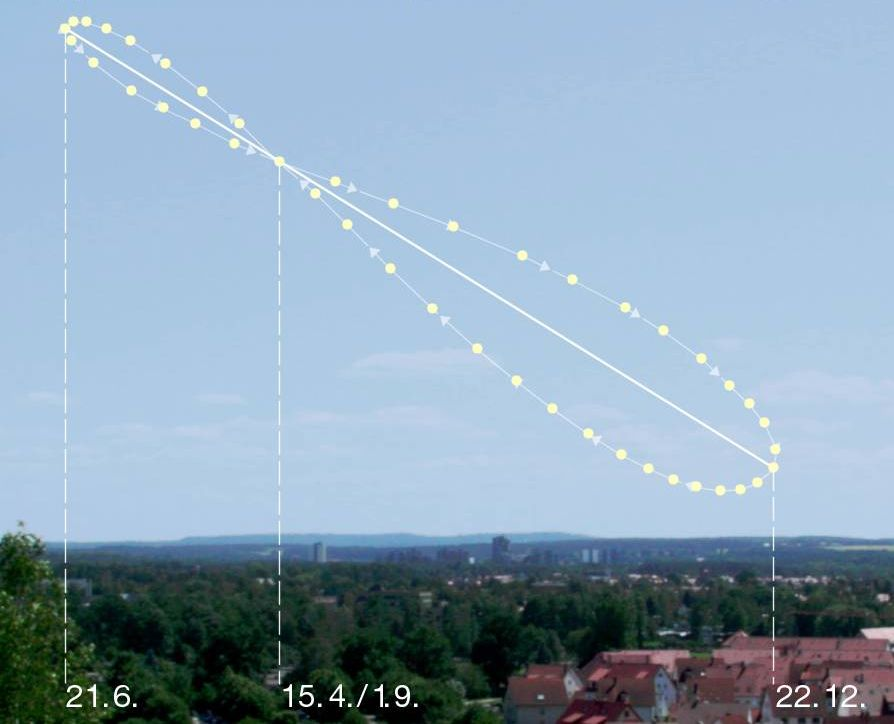
Fiktivt fotomontage som visar solens position på himlen i sydost kl 9.00 på förmiddagen (CET) var sjunde dag sett från en punkt i västra Tyskland (50°N, 8°Ö, d.v.s. ungefär vid Bonn). Att bilderna "tagits" på förmiddagen gör att analemmat lutar åt vänster, vid middagstid hade "åttan" varit upprätt i söder och på eftermiddagen hade den lutat åt höger i sydväst.

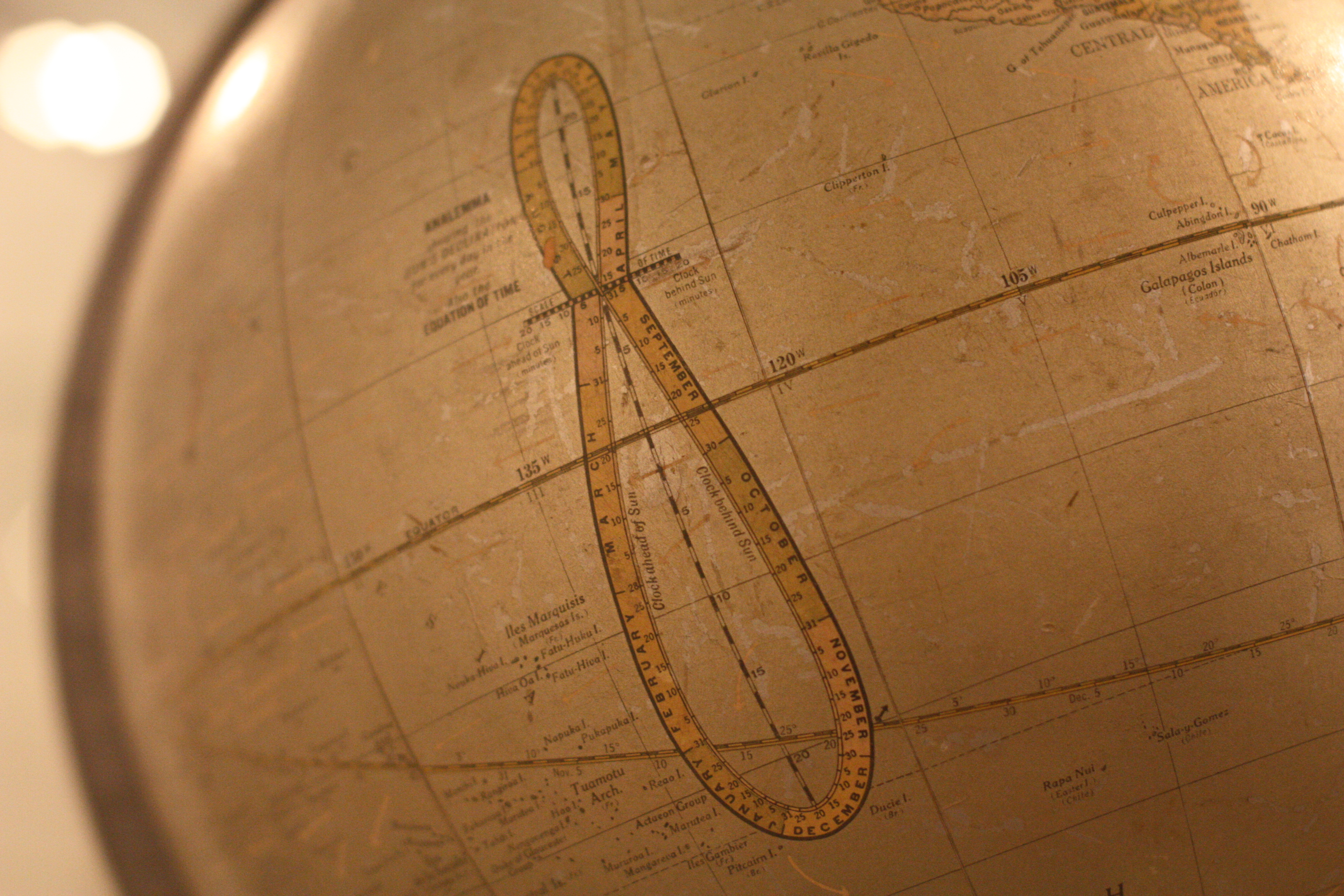
Analemma med datummarkeringar tryckt på en jordglob, Globenmuseum, Wien.

Inom astronomin betecknar ett analemma (från grekiska ανάλημμα, stöd, via latin analemma, solur eller foten till ett solur) ett diagram som visar solens position på himlen vid samma klockslag på dygnet (medelsoltid) under olika tider på året. På grund av jordaxelns lutning i förhållande till ekliptikalplanet och jordbanans excentricitet kommer solens position på himlavalvet vid samma klockslag att variera från dag till dag under året. Analemmats "vertikala" komponent motsvarar solens deklination medan den "horisontella" komponenten (avvikelsen i rektascension) beror av tidsekvationen. Diagrammet har formen av en slank åtta och kan ofta återfinnas på jordglober och solur.
Analemman är ofta uppmärkta med datum som visar vilken tid på året som motsvarar punkter på kurvan - utan dessa är ett analemma endast användbart för dekorativa syften. De har använts tillsammans med solur för att ange skillnaden mellan sann soltid och medelsoltid (se soltid) sedan 1700-talet.
Man kan med hjälp av en kamera åstadkomma ett analemma genom att från en och samma punkt fotografera solens läge på himlen vid samma klockslag under olika dagar under året.
Fastän termen "analemma" vanligtvis avser jordens sol-analemma kan begreppet användas även för andra himlakroppar.